# Ian Hunter (football)
Pour les articles homonymes, voir Ian Hunter.
Ian Hunter, né le 10 août 1961, est un footballeur international australien, reconverti entraîneur. Il jouait au poste d'attaquant.

## Biographie

### En club
Ian Hunter joue principalement avec les clubs de Marconi Fairfield et de Penrith City.

### En équipe nationale
Avec les moins de 20 ans australiens, Ian Hunter participe à la Coupe du monde des moins de 20 ans en 1981, compétition qui se déroule dans son pays. Il joue quatre matchs lors de ce tournoi. Il inscrit le premier but des Australiens contre l'Argentine (victoire 2-1). Les Australiens sont éliminés en quarts-de-finale par la RFA.
Il participe avec la sélection senior à la Coupe d'Océanie en 1980, inscrivant cinq buts (deux buts contre la Nouvelle-Calédonie et trois contre la Papouasie-Nouvelle-Guinée), terminant co-meilleur buteur du tournoi avec Eddie Krnčević. L'Australie remporte le tournoi.

## Palmarès
- Vainqueur de la Coupe d'Océanie en 1980 avec l'équipe d'Australie